# Munchhausen
Munchhausen é uma comuna francesa na região administrativa de Grande Leste, no departamento Baixo Reno. Estende-se por uma área de 5,92 km². Em 2010 a comuna tinha 802 habitantes (densidade: 135,5 hab./km²).